# 이스트미아 제전
이스트미아 제전(그리스어: Ίσθμια)은 올림피아 제전, 피티아 제전, 네메아 제전과 함께 고대 그리스 시대의 4대 대회 중 하나로, 개최지인 코린토스 지협의 이름을 따서 명명되었다. 코린토스 근처에서 2년마다 열린 경기로, 포세이돈을 기념하기 위해 만들어졌다.
성경의 고린도전서 9:25에 바울이 예로 든 운동경기가 바로 이 이스트미아 제전이다.

## 기원
이 축제는 멜리케르테스의 위령제로 시시포스에서 시작된 것으로 알려져 있다. 그는 코린토스의 창건자이며 왕이기도 하였다. 그는 멜리케르테스의 시신을 코린토스 지협에 묻은 인물로도 알려져 있다. 로마 시대에는 멜리케르테스는 이 지역에서 숭배 받는 존재가 되었다.
고대 아테네의 전설적인 왕이었던 테세우스는 그때까지 폐쇄적인 야간 의식에 불과했던 이 멜리케르테스 위령제를 포세이돈에게 바치는 본격적인 체육 대회로 발전시켰다. 이 대회는 그리스 전역에서 개최되었으며, 그 발전과 인기는 헤라클레스에 의해 창설된 올림피아 제전에 필적할 정도가 되었다. 또한 테세우스는 아테네로 온 내빈객에게 전열석의 권한을 주는 것도 결정했다. 그 외에도 변경된 점은 기원전 7세기 코린토스의 참주인 키프셀루스가 이 대회를 옛 영화로운 모습으로 되돌린 것이다.
만약 최초의 올림픽이 기원전 776년에 시작되었다는 설을 지지하는 경우 이스토미아 제전은 기원전 582년에 시작되었다고 생각할 수 있다.
적어도 기원전 5세기(핀다로스가 살아있을 때)까지 이스토미아 제전의 우승자에게 주어지는 화관은 셀러리가 사용되고 있었지만, 이후 소나무로 바뀌었다. 승자에게는 이밖에도 상 또는 승리를 축하하는 노래가 주어졌다. 또한 아테네 사람들이 승자인 경우, 아테네에서는 추가로 100 드라크마의 상금도 주어졌다.

## 역사

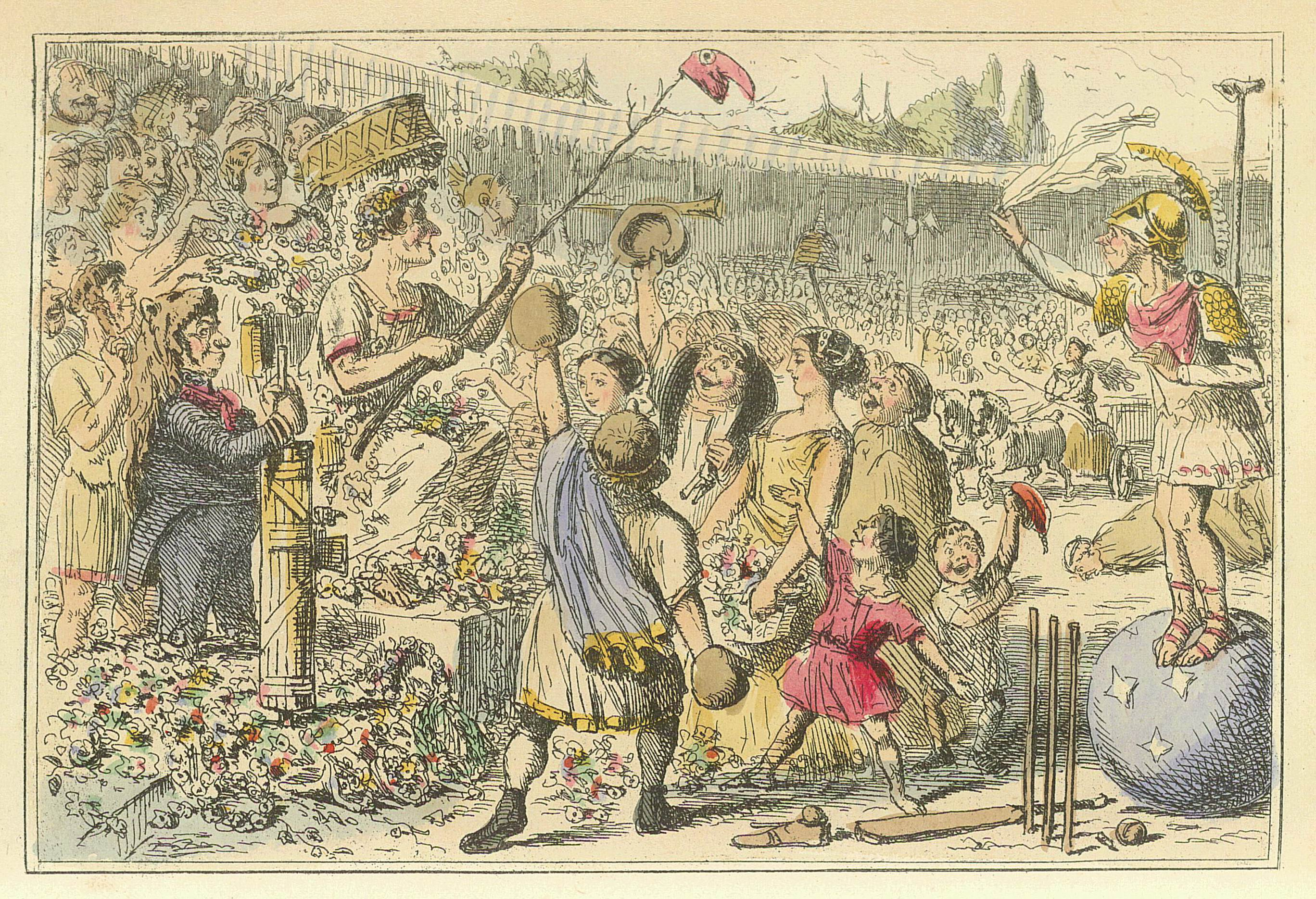
이스트미아 제전에 참가하여 그리스의 자유 회복을 선언하는 플라미니우스

기원전 228년 또는 기원전 229년 이후 로마도 참여할 수 있게 되었다.
기원전 196년에 열린 대회에서는 티투스 퀸크티우스 플라미니누스가 마케도니아 왕국의 지배에서 그리스의 해방을 선언한 장소로도 이용되었다.
대회 시작 이후 코린트가 항상 대회를 지배하고 있었다. 기원전 146년에 로마 제국에 의해 코린트가 멸망된 이후에도 이 대회는 계속되었지만, 관리는 시키온이 하게 되었다. 그 후, 고린도는 기원전 44년 카이사르에 의해 재건되었다. 이후 테오도시우스 1세가 이교도의 의식으로 탄압할 때까지 대회는 매우 번창했다.

## 경기
고대 올림픽과 동등한 것으로 간주된 경기:
- 전차 경주
- 판크라티온
- 레슬링
- 음악과 시 - 이 경기에는 여성의 참여도 허용되었다.

## 같이 보기
- 고대 올림픽
- 피티아 제전
- 네메아 제전